# 行政特权
行政特权（Executive privilege）是美国总统和行政机关的其他成员在某些情况下在行政部门内保持保密通信的权利，立法机关和司法機關如果向這些機密人员发出传票，美國行政機構可以出面阻止。当披露信息会损害政府职能时，政府就有權這麼做。美国宪法中没有明确提到行政特权和国会的监督权。然而美国最高法院裁定，行政特权和国会监督都符合美國憲法中的權力分立精神。